# Румен Александров
Румен Александров (26 червня 1960) — болгарський важкоатлет.
Срібний призер Олімпійських Ігор 1980 року в категорії 90 кг.